# Университет Бордо I
Университет Бордо I — французский университет, относится к академии Бордо, расположен в пригороде Бордо Таланс. Основан в 1971 году. В 2010 году университет занял 301—400 место в академическом рейтинге университетов мира.

## История

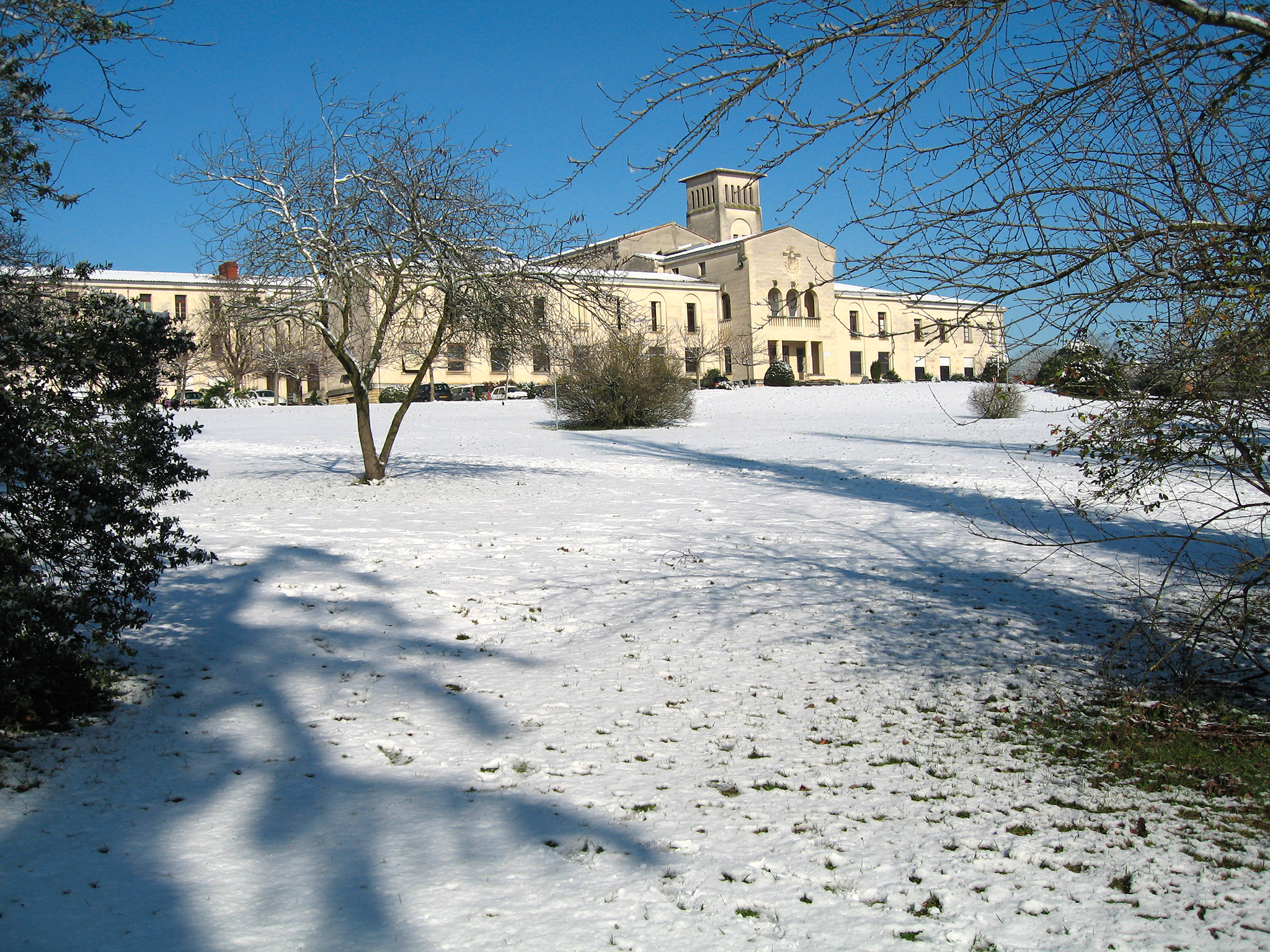
Поместье О-Карэ в Талансе.

Вследствие майских волнений 1968 году указом Эдгара Фора университет Бордо, как и многие французские университеты, расформирован на более мелкие: Бордо I, Бордо II и Бордо III. В 1971 году официально создан Университет Бордо I, основными направлениями которого были право, экономика и точные науки. В 1995 году решено оставить в университете Бордо I только факультеты точных наук и технологий, факультеты права и экономики переезжают в новосозданный университет Бордо IV. В 2009 году создаётся политехнический институт Бордо, который объединяет 6 инженерных школ города Бордо.

## Структура
В состав университета входит 5 факультетов, Технологический университетский институт Бордо I, Политехнический институт Бордо и докторская школа Аквитании наук о Вселенной. Также в университете есть два вспомогательных департамента: Департамент бакалавриата (licence), который координирует работу и обучение на 1-м цикле высшего образования, и университетский научный департамент Ажена, который занимается разработкой и внедрением новых технических и научных дипломов.
Факультеты:
- Факультет математики и информатики.
- Факультет физики.
- Факультет химии.
- Факультет биологии.
- Факультет наук о море и земле.